# Antonio Segni
Antonio Segni, född 2 februari 1891 i Sassari, död 1 december 1972 i Rom, var en italiensk politiker (kristdemokrat), två gånger premiärminister, samt landets president 1962-1964. Till yrket var han professor i juridik.

## Biografi
Antonio Segni föddes 1891 i Sassari, och studerade juridik vid universitetet i Rom, där han doktorerade 1920. Han undervisade vid flera italienska universitet, blev professor i Perugia, Cagliari, Pavia, Sassari, och 1954 i Rom. Han var till en början medlem av Katolsk Aktion, men gick sedan med i folkpartiet. När Mussolini kom till makten, drog han sig tillbaka från politiken, och först 1943 började han engagera sig igen, då han deltog i bildandet av kristdemokratiska partiet på Sardinien. Efter andra världskriget inträdde han i regeringen, och hade ett flertal ministerposter i Alcide De Gasperis ministärer.
I juli 1955 valdes han till Mario Scelbas efterträdare som Italiens premiärminister. I den egenskapen anslöt han landet till EEC, och undertecknade Romfördraget som representant för sitt land. När Adone Zoli i maj 1957 efterträdde honom som regeringschef, kvarblev han i regeringen som minister, men blev i februari 1959 återigen premiärminister, efter Amintore Fanfani. I Fernando Tambronis ministär var han landets utrikesminister, och undertecknade Somalias självständighet. 6 maj 1962 valdes han till att efterträda Giovanni Gronchi som president, men avgick av hälsoskäl den 6 december 1964. Segni hade drabbats av en blodpropp i hjärnan kort efter att han hade blivit anklagad för att tillsammans med general Giovanni De Lorenzo ha förebrett en statskupp i juli 1964 (den s.k. "Piano Solo"), vilket avslöjades av journalisten Lino Jannuzzi, i en artikel, publicerad 1967 i tidningen L’Espresso'. 
Antonio Segni mottog Karlspreis 1964.